# Мария Ермолова
Мария Николаевна Ермолова е руска актриса.

## Биография
Родена е на 15 юли 1853 г. в Москва.
След революцията през 1920 г. на Ермолова е присъдено званието „Най-талантлива актриса на републиката“, а през 1924 г. – Герой на Труда.
Актъорското майсторство и талантът на Мария Ермолова са вдъхновили творчеството на Станиславски, Катчалов и Устужев, които полагат основите на новата театрална естетика.
Станиславски казва за нея, че тя е едно от най-значимите явления в театъра, от които е научил сценичния принцип за психологическата и емоционална достоверност, а нейният талант превъзхожда този на Сара Бернар и Елеонора Дюз.
След руската революцията през 1917 г. домът на актрисата на булевард Тверской и спирката на Метрото Пушкин е превърнат в музей.